# Hedotettix interrupta
Hedotettix interrupta är en insektsart som först beskrevs av Zheng, Z. och B. Mao 1997.  Hedotettix interrupta ingår i släktet Hedotettix och familjen torngräshoppor. Inga underarter finns listade i Catalogue of Life.